# Liste der Geotope in Schleswig-Holstein
Die Liste der Listen der Geotope in Schleswig-Holstein verzeichnet die Listen für einzelne Kreise und kreisfreie Städte. 

## Kreise
- Liste der Geotope im Kreis Dithmarschen
- Liste der Geotope im Kreis Herzogtum Lauenburg
- Liste der Geotope im Kreis Nordfriesland
- Liste der Geotope im Kreis Ostholstein
- Liste der Geotope im Kreis Pinneberg
- Liste der Geotope im Kreis Plön
- Liste der Geotope im Kreis Rendsburg-Eckernförde
- Liste der Geotope im Kreis Schleswig-Flensburg
- Liste der Geotope im Kreis Segeberg
- Liste der Geotope im Kreis Steinburg
- Liste der Geotope im Kreis Stormarn

## Kreisfreie Städte
- In der Stadt Flensburg sind zurzeit keine Geotope ausgewiesen.
- Liste der Geotope in der Stadt Kiel
- Liste der Geotope in der Stadt Lübeck
- In der Stadt Neumünster sind zurzeit keine Geotope ausgewiesen.